# Famara
Famara ist eine Schweizer Band aus Basel. Famara ist sowohl der Name des Leadsängers, als auch der ihn begleitenden Band. Famara ist vor allem in der Schweiz bekannt, aber auch in westafrikanischen Ländern.

## Geschichte
Famara, bürgerlich Thomas Nikles, wuchs im hinteren Leimental im Kanton Solothurn auf. Seine ersten Erfahrungen mit Musik machte er 1984 bei einem Perkussions-Workshop und entwickelte danach ein grosses Interesse für afrikanische Rhythmen. Nach einigen Solo-Auftritten und Gastspielen bei Afro- und Latin-Bands sowie einem Gastauftritt bei der Basler Rapperin Luana gab er 1997 seine erste Single heraus.
Anfang 1998 reiste er nach Gambia, wo er am jährlichen gambischen Unabhängigkeits-Festival teilnahm und als "Schweizer Reggae-Star" betitelt wurde. Ende 1998 ging er in Gambia auf Tournee und produzierte sein erstes Album Natural Fact. 2000 folgte eine Afrika-Tournee durch Gambia, Senegal und Mali.
Bis heute sind mehrere weitere Alben erschienen, zudem gründete er die gleichnamige Band Famara, die für die Reggaemusik zu Famaras Gesang sorgt. Ausserdem hatte Famara schon diverse Gastauftritte mit westafrikanischen Musikern wie Youssou N’Dour oder Tiken Jah Fakoly.
2018 erhielt die Backing-Band einen Namen: «The Infinity Band».

## Diskografie

### Singles
- Sunshine Bubbler (1997)
- Jamou (1998)

### Alben
- Natural Fact (1999)
- Sunlife (2001)
- Toubab Man (2003)
- Famasound (2004)
- Double Culture (2005)
- Oreba (2008)
- The Sound of Famara (2010)
- The Cosmopolitan (2012)
- Karibu (2014)
- «Are you ready?» for the Goombay Dance (2016)

### Sonstige Veröffentlichungen
- Juju Dance (2013) (Kompilationsbeitrag Bock uf Rock Vol. 6)[2] (BMMP)